# 清元延寿太夫 (7代目)
七代目 清元 延寿太夫（しちだいめ きよもと えんじゅだゆう、1958年8月12日 - ）は、江戸浄瑠璃清元節宗家で高輪派の家元である。正式表記は旧字の延壽太夫。家元を襲名した1989年までは本名の岡村菁太郎（ただし、菁の字が人名用漢字として認められていなかったため、戸籍上は清太郎）名義で子役・俳優としても活動していた。

## 生い立ちと家系
1958年（昭和33年）8月12日、東京都港区高輪生まれ。堀越高校、東京芸術大学音楽学部邦楽科卒業。
父は六代目清元延寿太夫、母は近世歌舞伎の名優として名高い六代目尾上菊五郎の次女多喜子。祖父は四代目清元栄寿太夫、曽祖父は清元のみならず近世邦楽界で名人と崇められる五代目清元延寿太夫。岳父は映画スターの鶴田浩二。長男（夫人の連れ子）は清元節三味線方の初代清元斎寿（前名・清元昂洋）、次男（実子）は歌舞伎役者の二代目尾上右近（七代目清元栄寿太夫）。伯父（叔父）に七代目尾上梅幸と十七代目中村勘三郎と二代目大川橋蔵、従兄弟に七代目尾上菊五郎、十八代目中村勘三郎、波乃久里子、十七代目市村家橘、清元佳栄太夫、丹羽貞仁などがいる。

## 芸歴
六代目菊五郎の血筋ということもあり、幼くして本名の岡村清太郎の名で歌舞伎の子役として活躍する。
- 1961年（昭和36年）清元延古摩に入門。
- 1962年（昭和37年）父の主催する『延寿会』に於いて清元の初舞台。
- 1972年（昭和47年）『新諸国物語 笛吹童子』の主役を務め、以後も大河ドラマ『新・平家物語』『風と雲と虹と』など多数のテレビドラマに出演。清元榮三に師事。
- 1975年（昭和50年）清元榮三郎に師事。
- 1979年（昭和54年）清元一寿郎に師事。
- 1980年（昭和55年）父六代目延寿太夫が病に倒れたため、周囲の勧めもあり清元の修行・活動を本格化。
- 1981年（昭和56年）舞踊の『三代目藤間勘右衛門追善舞踊会』に清元の名取清元菁太郎の名で出演。同じ年に六代目菊五郎追善興行、松竹大歌舞伎巡業などに清元節太夫として参加。
- 1982年（昭和57年）5月、延寿太夫の前名である清元栄寿太夫を六代目として襲名。歌舞伎座の『三社祭』及び『保名』で披露。
- 1985年（昭和60年）NHK水曜時代劇『真田太平記』に鈴木右近役で出演。
- 1987年（昭和62年）2月5日、六代目延寿太夫が逝去。
- 1989年（平成元年）11月に清元延寿太夫を七代目として襲名。歌舞伎座『助六曲輪菊』で披露。
- 2010年（平成22年）8月24日　NHKエンタープライズ主催、「芸の真髄シリーズ第四回　清元～清き流れ　ひと元に～」で、88年振りに清元流家元四代目清元梅吉と共演。二人の曾祖父（五代目清元延寿太夫と二代目清元梅吉）が初演した『隅田川』を国立劇場で共演披露する。
- 2018年（平成30年）2月26日、歌舞伎座で行なわれた、六世延寿太夫の三十三回忌追善と、七世延寿太夫の家元襲名三十周年を記念する演奏会『延寿会』に於いて、七世の長男で三味線方の清元昂洋が初代清元斎寿を、次男で歌舞伎役者の二代目尾上右近が延寿太夫の前名である清元栄寿太夫を七代目として同時襲名した。

## 出演作品

### テレビドラマ
- NHK大河ドラマ
  - 春の坂道（1971年） - 七郎丸（柳生十兵衛の少年時代） 役
  - 新・平家物語（1972年） - 源頼朝の少年時代 役
  - 勝海舟（1974年） - 勝小鹿 役
  - 風と雲と虹と（1976年） - 平将平 役
  - 武田信玄（1988年） - 原昌胤 役
- 不二家の時間・新諸国物語 笛吹童子（1972年、TBS） - 菊丸 役
- 帽子とひまわり（1974年、NHK）- 友田清 役
- 青春ド真中!（1978年、日本テレビ系） - 岡本政之 役
- ゆうひが丘の総理大臣 第14話、第27話（1978年 - 1979年、日本テレビ系） - 山本進 役
- あさひが丘の大統領（1979年 - 1980年、日本テレビ系） - 西脇耕治 役
- 騎馬奉行（1979年 - 1980年、関西テレビ制作・フジテレビ系） - 草薙伊織 役
- 大江戸捜査網 第346話「おんな牢 地獄からの脱出」（1980年、テレビ東京） - 米吉 役
- 吉宗評判記 暴れん坊将軍 第69話「名刀 誇りあり」（1979年6月16日、テレビ朝日系） - 板倉伊予守勝清 役
- 悪党狩り 第6話「般若の面が笑う時」（1980年11月12日、テレビ東京） - 新吉 役
- 出逢い（1981年、TBS系）
- 長七郎江戸日記 第53話 「顔のない男」（1985年3月5日、日本テレビ系） - 尾形露之助 役
- 必殺仕事人V 第25話「主水、源氏と平家に泣かされる」（1985年7月19日、テレビ朝日系） - 牛若 役
- 誇りの報酬 第22話「狂乱の拳銃」（1986年、日本テレビ系） - 佐藤邦彦 役
- 真田太平記（1985年 - 1986年、NHK総合） - 鈴木右近 役
- おんな風林火山（1986年 - 1987年、TBS系） - 大蔵藤十郎 役

### バラエティ
- 貴方も社長ハイ＆ロー、社長かヒラか!ハイ＆ロー（TBS） - 出場者のパートナー